# Đầm Nha Phu
Đầm Nha Phu có diện tích hơn 1.000 ha, là một phần ( một thủy vực, bộ phận...) của vịnh Bình Cang ( Vịnh Bình Khang, liền kề Vịnh Nha Trang), cách thành phố Nha Trang khoảng 15 km về phía Bắc.
Đây được xem là một trong hai đầm lớn thuộc tỉnh Khánh Hòa . Khu vực Đầm Nha Phu có hệ thống sinh thái rừng núi, sông suối, biển đảo... đa dạng. Đặc biệt, tạo ra nhiều thuận lợi, tiềm năng lớn để khai thác về du lịch và nuôi trồng, khai thác thủy sản. Điển hình như Hòn Thị, Hòn Lao, Hòn Sầm, Hòn Đá Bạc (bãi tắm Công Chúa), Hòn Lao (Đảo Khỉ), Suối Hoa Lan ... và các Khu du lịch, nghỉ dưỡng nổi tiếng: Ninh Vân, An Lâm.

## Đặc điểm địa hình
Đầm Nha Phu hội tụ nhiều loại địa hình: đảo, suối, biển, hồ, núi và vịnh. Đầm có những đoạn sóng lặng, nhưng cũng có những chỗ có sóng nhẹ, phù hợp các chương trình tham quan du lịch. Cảnh quan hoang sơ, dân cư thưa thớt, những bãi cát trắng tinh khiết trải dài hàng cây số hay đa dạng với các loại địa hình khác.
Ngoài ra, Nha Phu còn đa dạng về hệ động thực vật. Theo kết quả điều tra của Viện Hải dương học Nha Trang, đầm hiện có 232 loài thực vật phù du được ghi nhận, trong đó có khoảng 150 loài tảo Silic, chiếm 65%; tảo Hai Roi (thuộc nhóm Tảo lục), chiếm 32%...
Người dân ven khu vực đầm Nha Phu sinh sống bằng nghề nuôi trồng thủy hải sản.

## Du lịch
Một phần đầm Nha Phu được Công ty Du lịch Long Phú quản lý khai thác theo hướng sinh thái biển đảo kết hợp vui chơi giải trí.
Đảo Hòn Lao (đảo khỉ) được sử dụng để phát triển về nghỉ dưỡng.